# Ian Macpherson (3e baron Strathcarron)
Ian David Patrick Macpherson, 3e baron Strathcarron (né le 31 mars 1949 à Londres, en Angleterre), est un pair héréditaire britannique et membre de la Chambre des Lords. Il hérite du titre à la mort de son père David Macpherson (2e baron Strathcarron), le 31 août 2006 .

## Jeunesse et vie privée
Il commence ses études à Hill House School, avant de fréquenter Horris Hill puis le Collège d'Eton. Après Eton, il va à l'Université de Grenoble.
Lord Strathcarron épouse Gillian Rosamund Allison (née le 15 septembre 1946) en 1974 et ils ont deux enfants, Sophie Ananda Macpherson (née le 14 avril 1978) et Rory David Alisdair Macpherson (né le 15 avril 1982).

## Carrière
Lord Strathcarron passe dix ans en Orient à travailler pour Time-Life en tant que journaliste indépendant et rédacteur. En 1970, il fonde l'agence de presse Japan Europa à Tokyo et la revend en 1995.
Il devient associé de Strathcarron & Company en 1974, et fondateur et directeur de Global Alliance Automotive Ltd, une version transnationale de Strathcarron & Company en 1993. En 1995, il fonde Strathcarron Sports Cars plc, fabricants de voitures de sport/de course et depuis 2006, il est administrateur et directeur du National Motor Museum de Beaulieu, Hampshire .
Il est président et rédacteur en chef de Unicorn Publishing Group LLP, une société d'arts visuels, d'histoire culturelle et d'édition numérique et de distribution de médias, président de Sophie Macpherson Ltd, une société de recrutement et de conseil en beaux-arts, et président de Play Associates Ltd., une entreprise de design d'intérieur, et un directeur d'Art World Alliance Ltd un groupement d'entreprises de l'industrie de l'art au Royaume-Uni. En 2018, il fonde la société de production transmédia Affable Media Ltd .
En février 2022, il est élu pour remplacer le vicomte Ridley à la Chambre des lords après le départ à la retraite de Ridley en décembre 2021. Il prête serment le 21 février 2022.

## Médias
Lord Strathcarron est un étudiant d'Advaïta védanta et écrit sur ses expériences de non-dualité dans les livres Living with Life et Mysticism and Bliss. Il est également l'auteur de deux romans d'espionnage pour Troubador : Invisibility et Black Beach.
En 2009, il recréé le Grand Tour de la Méditerranée de 1809-1811 de Lord Byron pour le livre Joy Unconfined! Lord Byron's Grand Tour Re-Toured publié par Signal Books.
En 2010, il termine la première partie d'une trilogie de voyage de Mark Twain basée sur la tournée de Twain en Terre sainte en 1867, aboutissant au livre Innocence & War: Mark Twain's Holy Land Revisited publié en 2012 aux États-Unis par Dover Publications et au Royaume-Uni. par Signal Books. La deuxième partie de la trilogie, recréant la tournée de conférences de Mark Twain en 1896 en Inde pour le livre The Indian Equator ; India Revisited de Mark Twain publié en 2014 aux États-Unis par Dover Publications et au Royaume-Uni par Signal Books. La dernière partie de la trilogie, Heart of Lightness, Mark Twain's Mississippi Revisited, porte sur le dernier voyage en bateau à vapeur de Mark Twain sur le fleuve Mississippi, de la Nouvelle-Orléans à Hannibal, Missouri, et sa courte carrière ultérieure dans la guerre civile américaine.
Il publie plusieurs ouvrages : en 2016, une biographie de Francis Chichester, Never Fear : Revivre la vie de Sir Francis Chichester, en 2017, un livre d'art sur l'artiste peintre Sophie Walbeoffe, Painting with Both Hands, en 2018 une biographie rafraîchissante non autorisée de Sir Bertram Wooster, en 2020, un livre d'art abstrait spirituel Truth and Beauty: The Art of Sophie Chang. et en 2021, une fiction historique A Case of Royal Blackmail de Sherlock Holmes.

## Loisirs et hobbies
Ancien instructeur Yachtmaster, Lord Strathcarron est membre honoraire à vie du Royal Bombay Yacht Club et membre du Royal Cruising Club et du Royal Yacht Squadron.
En 2012, il obtient le diplôme de médiateur civil et commercial auprès du Conseil de la médiation civile. En 2013, il se qualifie en tant que praticien de justice réparatrice, inscrit auprès du Conseil de justice réparatrice. Il est également vice-président et administrateur de la Society of Mediators.